# Nothofagus pumilio
Nothofagus pumilio (Poepp. & Endl.) Krasser – gatunek rośliny z rodziny bukanowatych (Nothofagaceae). Występuje naturalnie w Chile oraz Argentynie. Rośnie między innymi na Ziemi Ognistej. Jest gatunkiem żywotnym. 

## Morfologia
PokrójZrzucające liście drzewo dorastające do 30 m wysokości. Kora jest gładka, ma szarą barwę.
LiścieBlaszka liściowa ma owalny lub eliptyczny kształt. Mierzy 2–3 cm długości oraz 1,5–2 cm szerokości, jest podwójnie ząbkowana na brzegu (główne ząbki są tępo zakończone, każdy z dwoma mniejszymi), ma asymetryczną nasadę i tępy wierzchołek. Ma 5–6 par nerwów. Ogonek liściowy jest nagi i ma 5–7 mm długości.
OwoceOrzechy osadzone po jednym w kupulach. Kupule powstają ze zrośnięcia dwóch liści przykwiatowych.

## Biologia i ekologia
Rośnie w lasach zrzucających liście. Występuje na wysokości do 2000 m n.p.m.